# Pleurotaenium baculoides
Pleurotaenium baculoides là một loài Song tinh tảo trong họ Desmidiaceae, thuộc chi Pleurotaenium.